# Here I Stand
Here I Stand är rhythm and blues-sångaren Ushers femte studioalbum, utgivet den 27 maj 2008 i USA.
På albumet medverkar bland andra Will.i.am, Young Jeezy, Lil Wayne, Beyoncé och Jay-Z.
Bland singlarna finns Love in This Club, Moving Mountains och What's Your Name.

## Låtförteckning
1. "Intro"
2. "Love in This Club" (med Young Jeezy)
3. "This Ain't Sex"
4. "Trading Places"
5. "Moving Mountains"
6. "What's Your Name?" (med Will.i.am)
7. "Prayer For You" (Interlude)
8. "Something Special"
9. "Love You Gently"
10. "Best Thing" (med Jay-Z)
11. "Before I Met You"
12. "His Mistakes (I Can't Win)"
13. "Appetite"
14. "What's A Man To Do"
15. "Revolver"
16. "Lifetime"
17. "Love in This Club Part II" (med Beyoncé och Lil Wayne)
18. "Here I Stand"
19. "Will Work For Love"